# Tokuo Sawada
Tokuo Sawada (澤田篤男 Sawada Tokuo?) (5 de febrero de 1964) es un luchador profesional retirado japonés, más conocido por el nombre artístico Poison Sawada JULIE.

## En lucha
- Movimientos finales
  - Cattle Mutilation[1][2] (Bridging grounded double chickenwing) - innovado
  - Moai of Easter[1][2] (Sitout inverted suplex slam)
  - Mamushi Vice[1] (Cobra clutch)
  - Mamushi DDT[3] (Lifting DDT)
  - Vacuum Jakai Thrust[2] (Throat thrust con un guante gigante)

- Movimientos de firma
  - Nessie[2] (Arm triangle choke)
  - Yamata no Orochi[2] (Inverted headlock takedown)
  - Poison Fog[4] (Asian mist)
  - Chokeslam[2]
  - Dragon screw
  - Dropkick, a veces desde una posición elevada
  - Figure four leglock
  - Guillotine choke
  - Jumping knee strike
  - Running clothesline
  - Running sitout spinebuster, a veces seguido de jackknife pin

## Campeonatos y logros
- Dramatic Dream Team
  - KO-D Openweight Championship (2 veces)
  - DDT Iron Man Heavymetalweight Championship (7 veces, inaugural)
  - DDT Jiyugaoka 6-Man Tag Team Championship (2 veces) - con Sanshiro Takagi & Jun Inomata (1) y Mango Fukuda & Peach Owashi (1)
  - King of DDT (2004)